# Tierras bajas de Yakutia central
Las tierras bajas de Yakutia central  o la tierra baja de Yakutia central (en ruso: Центральноякутская равнина; en yakut: Саха сирин ортоку намтала), también conocidas como llanura de Yakutia central  o tierras bajas del Vilyuy, son una llanura aluvial de baja altitud localizada en Siberia, Rusia.
Administrativamente, el territorio de las tierras bajas es parte de la república de Sajá (Yakutia). Es una extensa llanura ubicada en la zona de transición entre la Siberia central  y la Siberia oriental  y es una de las grandes regiones de Rusia. La ciudad principal es Yakutsk, con varios asentamientos cerca de ella, pero el área de las tierras bajas está prácticamente deshabitada en otros lugares.

## Geografía
Las tierras bajas de Yakutia central se extienden a lo largo de la cuenca media del río Lena y en parte más abajo, y tienen unos 900 kilómetros de longitud y 350 kilómetros de anchura. Descienden gradualmente desde la meseta central siberiana, al oeste, y de la meseta del Lena, al sur y suroeste. Al noroeste, las tierras bajas se fusionan con las tierras bajas de Siberia septentrional; al norte, están limitadas por la cuenca del Lena y del río Oleniok; y, al noreste y al este,  llegan hasta las estribaciones de la cordillera Verjoyansk, la parte más occidental de las montañas de Siberia oriental.
Hay cientos de valles fluviales a lo largo de las tierras bajas, que, además del Lena, incluyen los tramos inferiores de muchos de sus afluentes, como el Viliui, Amgá y Aldán. Los ríos de las tierras bajas están sujetos a inundaciones primaverales durante el período de deshielo y ocasionales inundaciones en verano. Durante el invierno, los pequeños ríos y arroyos se congelan hasta el fondo.
Las tierras bajas de Yakutian centra son una llanura llana, ligeramente más alta en sus partes periféricas. El permafrost es continuo en toda la región. Los pantanos y lagos termokarst (alases) son comunes, así como las protuberancias bajas o protuberancias conocidas como bulgunnyakh (yakut: Булгунньах).  En el noroeste, las dunas de arena de Tukulan (Тукуланы) son formas de relieve formadas por procesos eólicos a lo largo del valle del río Lena. También hay algunas áreas de alta salinidad del suelo.

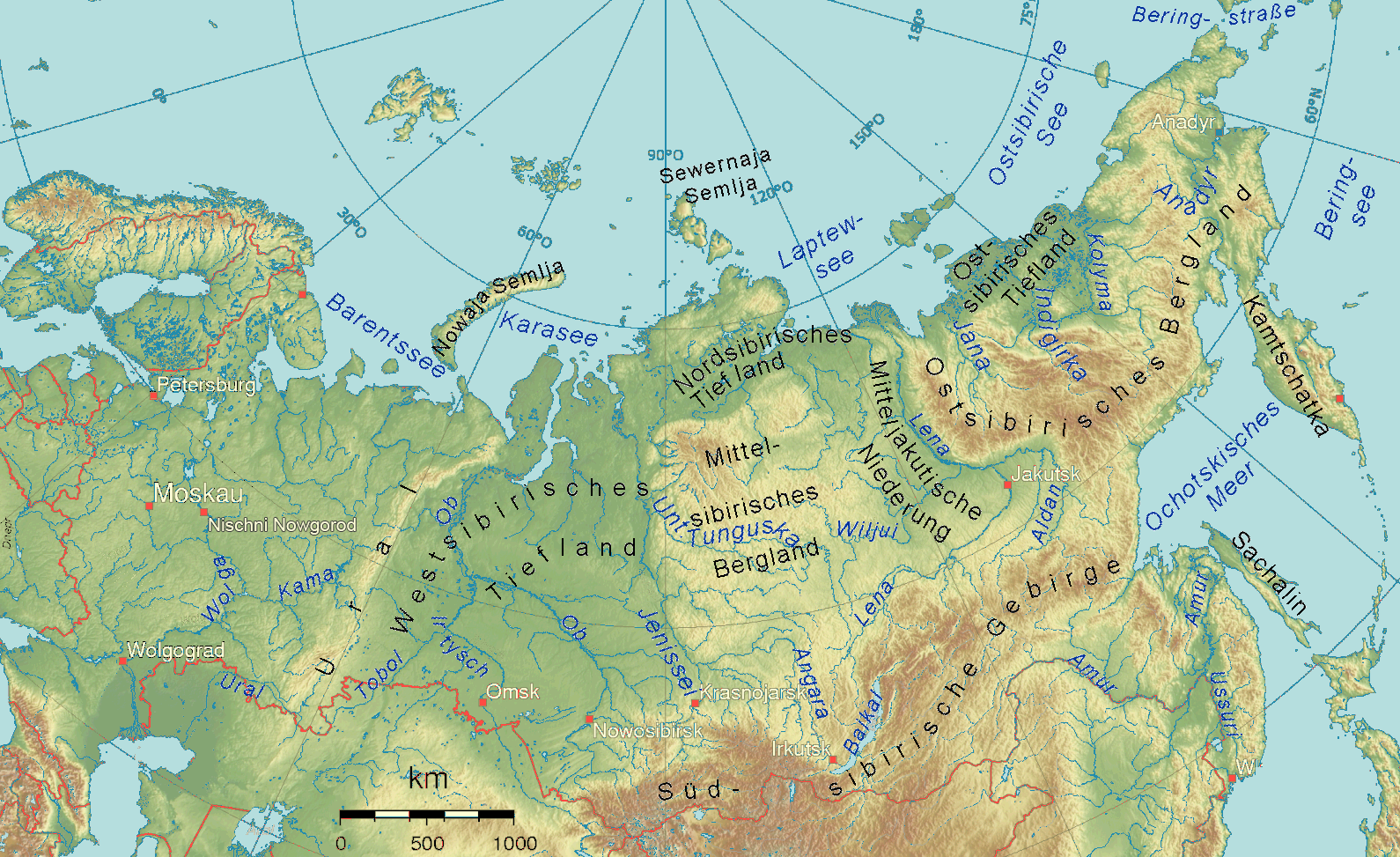
Mapa alemán de las regiones geomorfológicas rusas
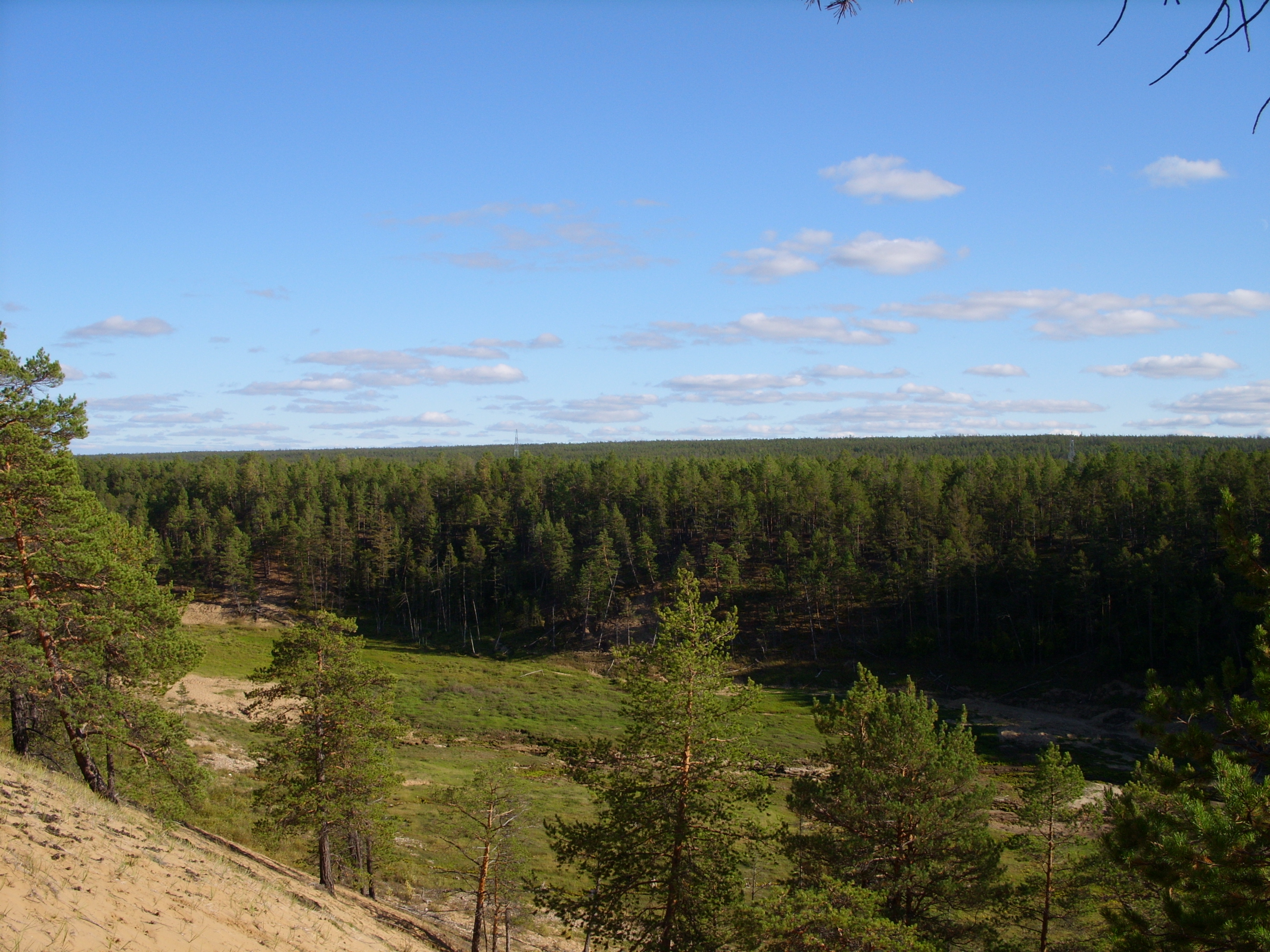
Vista de la taiga de las tierras bajas
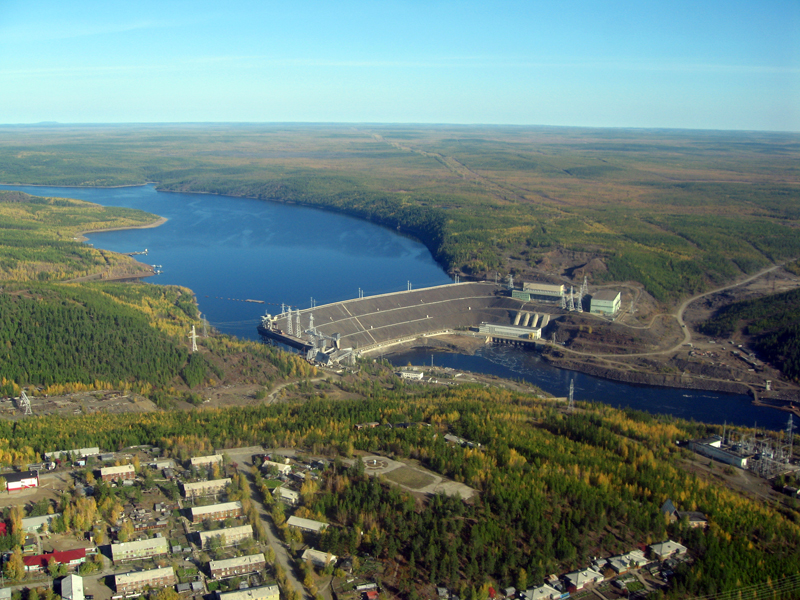
El embalse de Viliui, en el río Viliui, en la región de las tierras bajas

## Clima y flora
El clima que prevalece en las tierras bajas es continental y severo, caracterizado por una precipitación anual muy baja de apenas 300 milímetros (11,8 plg) por año. El 70% a 80% de la precipitación cae en el verano, principalmente en forma de lluvia. La temperatura promedio del aire en enero es de −45 grados Celsius (−49 °F) . En julio la temperatura media es de 17 grados Celsius (62,6 °F) .
La mayor parte de las tierras bajas está cubierta por taiga en la que predomina el alerce. También hay áreas de bosques de abedules, marismas y prados cubiertos de hierba.